# Samtgemeinde Brookmerland
La Samtgemeinde Brookmerland est une Samtgemeinde, c'est-à-dire une forme d'intercommunalité de Basse-Saxe, de l'arrondissement d'Aurich, au nord de l'Allemagne. Elle regroupe six municipalités.